# Castillo de Castrojeriz

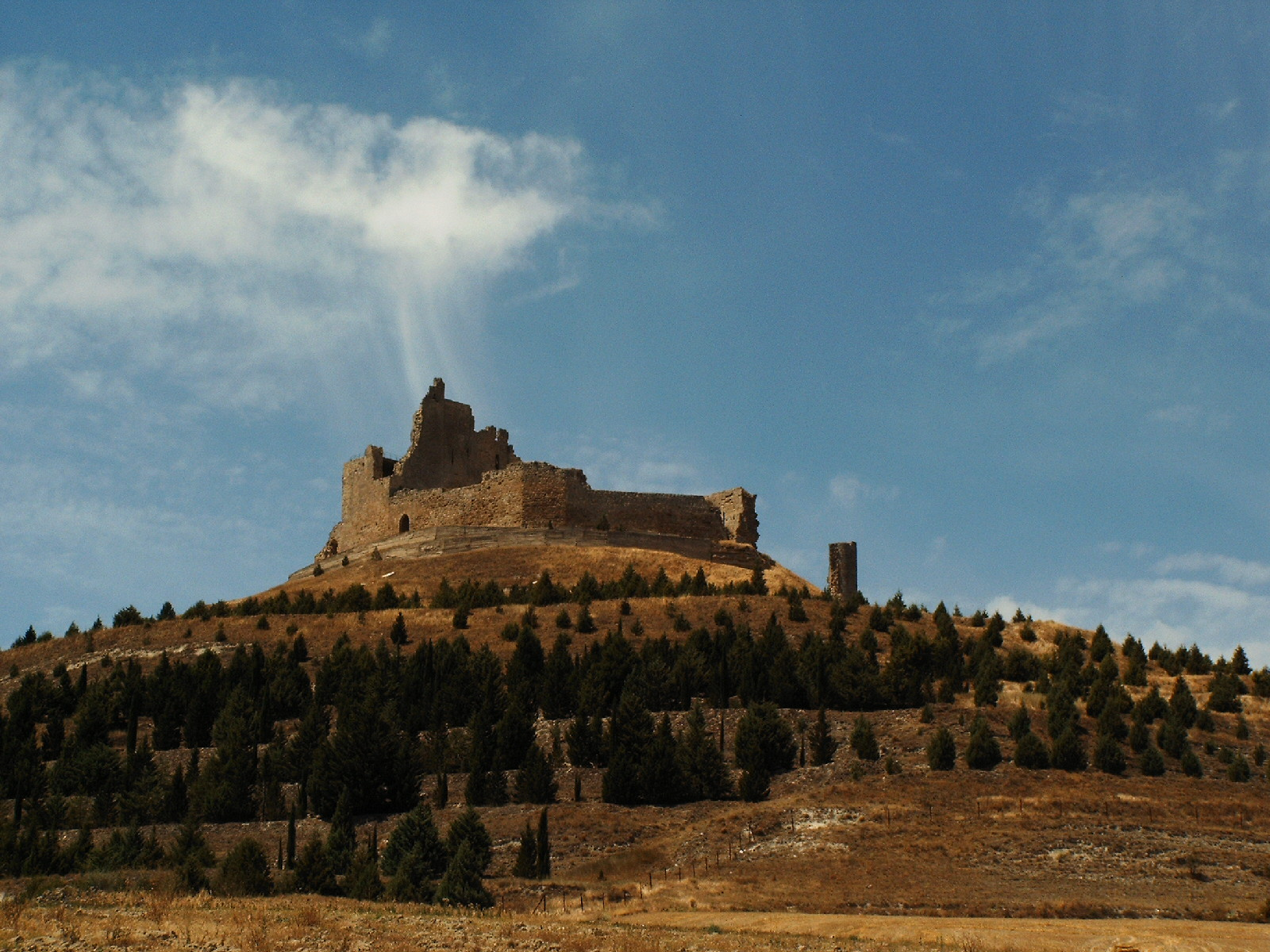
Burg von Castrojeriz

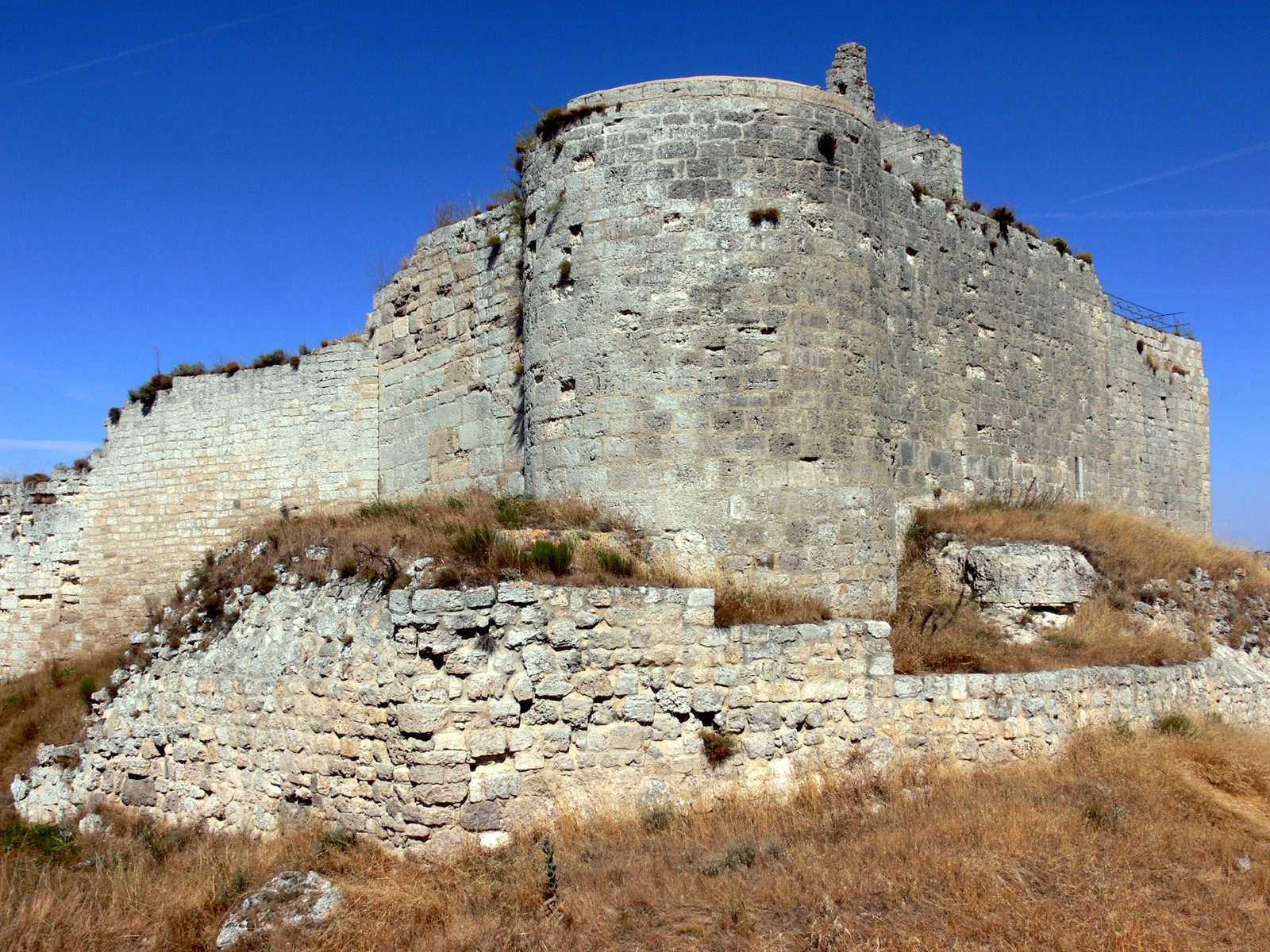
Eckturm

Das Castillo de Castrojeriz ist eine Burg in Castrojeriz, einer Gemeinde in der spanischen Provinz Burgos der Autonomen Region Kastilien und León, die im Mittelalter errichtet wurde. Die Burg ist seit 1949 ein geschütztes Baudenkmal (Bien de Interés Cultural).

## Geschichte
Die Burg wird erstmals im 9. Jahrhundert in Zusammenhang mit den Gefechten gegen die Mauren erwähnt. Es besteht noch ein römischer Teil in einem inzwischen fast verschwundenen quadratischen Turm. Aus der Westgotenzeit stammt die Erweiterung der Festungsanlagen mit Mauern, die im 9. Jahrhundert verändert wurden.